# Plautdietsch
Plautdietsch (ISO 639-3: pdt; menonitski donjonjemački) /Plautdietsch ima isto značenje kao i plattdeutsch, ili donjonjemački, u kojem plaut u njemačkom znači platt i u nizozemskom plat. Riječ dietsch = nizozemski Diets, ili  'jezik naroda' ,/ jedan od najrasprostranjenijih donjonjemačkih jezika kojim se služe pripadnici radikalne protestantske sekte menonita, osnovane u Nizozemskoj (osnovao ju je Menno Simons; 1496–1561) u 16. stoljeću. 
Danas se njima služi preko 400 000 ljudi (prema SIL) širom svijeta, i to 80 000 u Kanadi (1978 Kloss and McConnell; Ontario, Saskatchewan, Manitoba, Alberta, Britanska Kolumbija); 5 763 u Belizeu (1991 census); 28 567 u Boliviji (1996 editor, Menno-Bote); 5 955 u Brazilu (1985 SIL); 100 u Kostariki (1974 Minnich); 90 000 u Njemačkoj (1996 Reuben Epp); 100 000 u Rusiji i Kazahstanu (1986); 40 000 u Meksiku (1996); 38 000 u Paragvaju; 11 974 u SAD-u (2000).

## Vanjske poveznice
- Ethnologue (14th)
- Ethnologue (15th)